# 坊官
坊官（ぼうかん、房官）とは、平安時代以後に寺院の最高指導者（別当・三綱）などの家政を担当した機関及びそこに属した僧侶のこと。俗世の政所に相当する。

## 概要
寺院内において僧侶が住む空間を僧房（僧坊）と呼んだが、特に別当や三綱が居住する僧房内において身の回りの世話や事務の補助を行う僧侶を坊官（房官）と称した。後に別当（寺院における別当とは別のもの）以下、勾当・預などの公家や武家の政所の同様の役職が派生するようになった。特に皇族や公家の子弟が門跡として入るようになると、寺院の要職はこうした門跡による継承によって固定化され、門跡に近侍する僧侶を坊官と呼ぶようになった。
門跡は三綱以下の人事権を掌握して自己近侍の坊官を補任し、更に永宣旨による権限を行使して、本来ならば一定の資格を必要とする法橋・法眼・法印などの僧官を彼らに与えてその忠誠を確保した。その一方で、代々坊官を務めた事によって実務に精通した世襲坊官（坊官家）も出現するようになり、門跡は彼らをもまた近侍の坊官同様に遇して、自己の勢力下に加えた。本願寺における下間氏、青蓮院坊官大谷氏などはその代表的な例である。豊臣大名大谷吉継はこの大谷氏の出自であるという説も存在する。
江戸時代に入ると、門跡の公家化が進み、近侍の僧侶でも最上級のもののみを坊官と呼び、以下を諸大夫・北面・侍などと公家と同様の家臣形成をしていくようになる。